# Pericoma tricolor
Pericoma tricolor és una espècie d'insecte dípter pertanyent a la família dels psicòdids que es troba a Centreamèrica: el riu Coscajar (Panamà).